# 楊瑩 (天順進士)
楊瑩（1438年—？），字大潔，號貞菴，山西平陽府蒲州人，明朝政治人物。進士出身。

## 生平
山西鄉試第三十名。天順四年（1460年）庚辰科會試第一百三十名，殿試登進士第三甲第四十三名。

## 家族
曾祖父楊子從。祖父楊景昇。父亲楊宗毅。